# Looberghe
 Looberghe  (en neerlandés Loberge) es una población y comuna francesa, en la región de Alta Francia, departamento de Norte, en el distrito de Dunkerque y cantón de Bourbourg.

## Demografía
| 1030 | 935 | 1025 | 1162 | 1185 | 1176 |
| Para los censos de 1962 a 1999 la población legal corresponde a la población sin duplicidades (Fuente: INSEE [Consultar]) |     |      |      |      |      |